# Bangsring
Bangsring is een bestuurslaag in het regentschap Banyuwangi van de provincie Oost-Java, Indonesië. Bangsring telt 5903 inwoners (volkstelling 2010).